# 中山信守
中山 信守（なかやま のぶもり、文化4年（1807年） - 安政4年1月20日（1857年2月14日））は、常陸松岡藩の当主。水戸藩附家老・中山家12代。
常陸府中藩主・松平頼説の次男。正室は中山信情の娘、継室は加藤明允の娘。子は信宝（三男）、信徴（四男）、娘（遠山景福室）、娘（松本正直室）。官位は従五位下、備前守、備後守。幼名、与次郎。初名、頼容。
文政11年（1828年）7月、先代・中山信情の養子となり、翌8月に家督を相続した。同年12月15日、従五位下・備前守に叙任される。嘉永4年（1851年）、備後守に遷任する。安政4年（1857年）没した。跡を三男の信宝が継いだ。墓所は埼玉県飯能市の智観寺。
信守が附家老となった頃の水戸藩では、継嗣がなく病弱な藩主・徳川斉脩の後継に、将軍家から徳川家斉の子（後の徳川斉彊）を養子に迎えたい譜代の重臣と、斉脩の弟・斉昭を擁立したい藤田東湖・会沢正志斎が対立していた。信守はすぐには明確な態度を取らなかったが、斉脩の遺書の内容が分かると斉昭への継承許可を幕府へ届け出し、水戸家は斉昭が継承することとなった。この時を契機に斉昭は附家老の家格向上を目論む信守を圧迫することとなるが、後に斉昭が失脚して隠居した際には附家老としての補佐責任を問われて、30日の差控を幕府に命じられた。

## 系譜
父母
- 松平頼説（実父）
- 鈴木氏 - 側室（実母）
- 中山信情（養父）

正室、継室
- 色 - 中山信情の娘（正室）
- 予 - 加藤明允の娘（継室）

側室
- 小熊氏

子女
- 中山信宝（三男） 生母は小熊氏
- 中山信徴（四男） 生母は小熊氏
- 遠山景福室
- 松本正直室